# Comuni del Veneto
I comuni del Veneto sono i comuni italiani presenti nella regione Veneto. Sono 560 e sono così suddivisi (al 22 gennaio 2024):
- 60 alla provincia di Belluno
- 101 alla provincia di Padova
- 50 alla provincia di Rovigo
- 94 alla provincia di Treviso
- 44 alla città metropolitana di Venezia
- 98 alla provincia di Verona
- 113 alla provincia di Vicenza

## Lista (i dati relativi alla popolazione sono quelli risultanti dal censimento del 2011)
| Comune                        | Provincia | Popolazione |
| ----------------------------- | --------- | ----------- |
| Abano Terme                   | Padova    | 19 349      |
| Adria                         | Rovigo    | 20 233      |
| Affi                          | Verona    | 2 297       |
| Agna                          | Padova    | 3 400       |
| Agordo                        | Belluno   | 4 249       |
| Agugliaro                     | Vicenza   | 1 422       |
| Albaredo d'Adige              | Verona    | 5 232       |
| Albettone                     | Vicenza   | 2 066       |
| Albignasego                   | Padova    | 26 921      |
| Alleghe                       | Belluno   | 1 331       |
| Alonte                        | Vicenza   | 1 647       |
| Alpago                        | Belluno   | 7 175       |
| Altavilla Vicentina           | Vicenza   | 11 760      |
| Altissimo                     | Vicenza   | 2 266       |
| Altivole                      | Treviso   | 6 720       |
| Angiari                       | Verona    | 2 164       |
| Anguillara Veneta             | Padova    | 4 594       |
| Annone Veneto                 | Venezia   | 3 976       |
| Arcade                        | Treviso   | 4 366       |
| Arcole                        | Verona    | 6 144       |
| Arcugnano                     | Vicenza   | 7 899       |
| Ariano nel Polesine           | Rovigo    | 4 554       |
| Arquà Petrarca                | Padova    | 1 847       |
| Arquà Polesine                | Rovigo    | 2 811       |
| Arre                          | Padova    | 2 191       |
| Arsiè                         | Belluno   | 2 465       |
| Arsiero                       | Vicenza   | 3 303       |
| Arzergrande                   | Padova    | 4 682       |
| Arzignano                     | Vicenza   | 25 589      |
| Asiago                        | Vicenza   | 6 391       |
| Asigliano Veneto              | Vicenza   | 877         |
| Asolo                         | Treviso   | 8 952       |
| Auronzo di Cadore             | Belluno   | 3 453       |
| Badia Calavena                | Verona    | 2 661       |
| Badia Polesine                | Rovigo    | 10 536      |
| Bagnoli di Sopra              | Padova    | 3 626       |
| Bagnolo di Po                 | Rovigo    | 1 374       |
| Baone                         | Padova    | 3 108       |
| Barbarano Mossano             | Vicenza   | 6 352       |
| Barbona                       | Padova    | 733         |
| Bardolino                     | Verona    | 6 714       |
| Bassano del Grappa            | Vicenza   | 42 984      |
| Battaglia Terme               | Padova    | 3 933       |
| Belfiore                      | Verona    | 3 008       |
| Belluno                       | Belluno   | 35 591      |
| Bergantino                    | Rovigo    | 2 626       |
| Bevilacqua                    | Verona    | 1 787       |
| Boara Pisani                  | Padova    | 2 611       |
| Bolzano Vicentino             | Vicenza   | 6 509       |
| Bonavigo                      | Verona    | 2 024       |
| Borca di Cadore               | Belluno   | 818         |
| Borgoricco                    | Padova    | 8 478       |
| Borgo Valbelluna              | Belluno   | 13 747      |
| Borgo Veneto                  | Padova    | 7 000       |
| Borso del Grappa              | Treviso   | 5 913       |
| Bosaro                        | Rovigo    | 1 508       |
| Boschi Sant'Anna              | Verona    | 1 454       |
| Bosco Chiesanuova             | Verona    | 3 546       |
| Bovolenta                     | Padova    | 3 349       |
| Bovolone                      | Verona    | 15 846      |
| Breda di Piave                | Treviso   | 7 750       |
| Breganze                      | Vicenza   | 8 693       |
| Brendola                      | Vicenza   | 6 722       |
| Brentino Belluno              | Verona    | 1 406       |
| Brenzone sul Garda            | Verona    | 2 496       |
| Bressanvido                   | Vicenza   | 3 108       |
| Brogliano                     | Vicenza   | 3 900       |
| Brugine                       | Padova    | 6 812       |
| Bussolengo                    | Verona    | 19 483      |
| Buttapietra                   | Verona    | 6 867       |
| Cadoneghe                     | Padova    | 15 964      |
| Caerano di San Marco          | Treviso   | 7 941       |
| Calalzo di Cadore             | Belluno   | 2 173       |
| Caldiero                      | Verona    | 7 374       |
| Caldogno                      | Vicenza   | 11 221      |
| Calto                         | Rovigo    | 819         |
| Caltrano                      | Vicenza   | 2 607       |
| Calvene                       | Vicenza   | 1 323       |
| Camisano Vicentino            | Vicenza   | 10 624      |
| Campagna Lupia                | Venezia   | 6 936       |
| Campiglia dei Berici          | Vicenza   | 1 791       |
| Campo San Martino             | Padova    | 5 724       |
| Campodarsego                  | Padova    | 14 169      |
| Campodoro                     | Padova    | 2 725       |
| Campolongo Maggiore           | Venezia   | 10 342      |
| Camponogara                   | Venezia   | 12 920      |
| Camposampiero                 | Padova    | 12 019      |
| Canale d'Agordo               | Belluno   | 1 172       |
| Canaro                        | Rovigo    | 2 853       |
| Canda                         | Rovigo    | 1 007       |
| Candiana                      | Padova    | 2 468       |
| Caorle                        | Venezia   | 11 793      |
| Cappella Maggiore             | Treviso   | 4 677       |
| Caprino Veronese              | Verona    | 8 065       |
| Carbonera                     | Treviso   | 11 135      |
| Carmignano di Brenta          | Padova    | 7 540       |
| Carrè                         | Vicenza   | 3 647       |
| Cartigliano                   | Vicenza   | 3 802       |
| Cartura                       | Padova    | 4 623       |
| Casale di Scodosia            | Padova    | 4 866       |
| Casale sul Sile               | Treviso   | 12 722      |
| Casaleone                     | Verona    | 5 939       |
| Casalserugo                   | Padova    | 5 452       |
| Casier                        | Treviso   | 11 018      |
| Cassola                       | Vicenza   | 14 128      |
| Castagnaro                    | Verona    | 3 930       |
| Castegnero                    | Vicenza   | 2 857       |
| Castel d'Azzano               | Verona    | 11 739      |
| Castelbaldo                   | Padova    | 1 625       |
| Castelcucco                   | Treviso   | 2 189       |
| Castelfranco Veneto           | Treviso   | 32 894      |
| Castelgomberto                | Vicenza   | 6 098       |
| Castelguglielmo               | Rovigo    | 1 646       |
| Castello di Godego            | Treviso   | 7 013       |
| Castelmassa                   | Rovigo    | 4 291       |
| Castelnovo Bariano            | Rovigo    | 2 931       |
| Castelnuovo del Garda         | Verona    | 12 199      |
| Cavaion Veronese              | Verona    | 5 471       |
| Cavallino-Treporti            | Venezia   | 13 162      |
| Cavarzere                     | Venezia   | 14 816      |
| Cavaso del Tomba              | Treviso   | 2 996       |
| Cazzano di Tramigna           | Verona    | 1 555       |
| Ceggia                        | Venezia   | 6 213       |
| Cencenighe Agordino           | Belluno   | 1 402       |
| Ceneselli                     | Rovigo    | 1 813       |
| Cerea                         | Verona    | 16 251      |
| Ceregnano                     | Rovigo    | 3 691       |
| Cerro Veronese                | Verona    | 2 434       |
| Cervarese Santa Croce         | Padova    | 5 698       |
| Cesiomaggiore                 | Belluno   | 4 145       |
| Cessalto                      | Treviso   | 3 834       |
| Chiampo                       | Vicenza   | 12 859      |
| Chiarano                      | Treviso   | 3 695       |
| Chies d'Alpago                | Belluno   | 1 411       |
| Chioggia                      | Venezia   | 49 735      |
| Chiuppano                     | Vicenza   | 2 626       |
| Cibiana di Cadore             | Belluno   | 423         |
| Cimadolmo                     | Treviso   | 3 413       |
| Cinto Caomaggiore             | Venezia   | 3 285       |
| Cinto Euganeo                 | Padova    | 2 023       |
| Cison di Valmarino            | Treviso   | 2 711       |
| Cittadella                    | Padova    | 19 956      |
| Codevigo                      | Padova    | 6 453       |
| Codognè                       | Treviso   | 5 311       |
| Cogollo del Cengio            | Vicenza   | 3 390       |
| Colceresa                     | Vicenza   | 6 113       |
| Colle Santa Lucia             | Belluno   | 391         |
| Colle Umberto                 | Treviso   | 5 177       |
| Cologna Veneta                | Verona    | 8 607       |
| Colognola ai Colli            | Verona    | 8 141       |
| Comelico Superiore            | Belluno   | 2 341       |
| Cona                          | Venezia   | 3 175       |
| Concamarise                   | Verona    | 1 078       |
| Concordia Sagittaria          | Venezia   | 10 640      |
| Conegliano                    | Treviso   | 34 428      |
| Conselve                      | Padova    | 10 293      |
| Corbola                       | Rovigo    | 2 514       |
| Cordignano                    | Treviso   | 7 096       |
| Cornedo Vicentino             | Vicenza   | 11 939      |
| Cornuda                       | Treviso   | 6 217       |
| Correzzola                    | Padova    | 5 488       |
| Cortina d'Ampezzo             | Belluno   | 5 890       |
| Costa di Rovigo               | Rovigo    | 2 683       |
| Costabissara                  | Vicenza   | 7 161       |
| Costermano sul Garda          | Verona    | 3 586       |
| Creazzo                       | Vicenza   | 11 038      |
| Crespadoro                    | Vicenza   | 1 452       |
| Crespino                      | Rovigo    | 1 970       |
| Crocetta del Montello         | Treviso   | 6 029       |
| Curtarolo                     | Padova    | 7 175       |
| Danta di Cadore               | Belluno   | 514         |
| Dolcè                         | Verona    | 2 573       |
| Dolo                          | Venezia   | 14 982      |
| Domegge di Cadore             | Belluno   | 2 575       |
| Due Carrare                   | Padova    | 8 943       |
| Dueville                      | Vicenza   | 13 888      |
| Enego                         | Vicenza   | 1 825       |
| Eraclea                       | Venezia   | 12 689      |
| Erbé                          | Verona    | 1 841       |
| Erbezzo                       | Verona    | 767         |
| Este                          | Padova    | 16 576      |
| Falcade                       | Belluno   | 2 055       |
| Fara Vicentino                | Vicenza   | 3 943       |
| Farra di Soligo               | Treviso   | 8 956       |
| Feltre                        | Belluno   | 20 525      |
| Ferrara di Monte Baldo        | Verona    | 221         |
| Ficarolo                      | Rovigo    | 2 609       |
| Fiesso d'Artico               | Venezia   | 7 728       |
| Fiesso Umbertiano             | Rovigo    | 4 275       |
| Follina                       | Treviso   | 3 939       |
| Fontanelle                    | Treviso   | 5 804       |
| Fontaniva                     | Padova    | 8 168       |
| Fonte                         | Treviso   | 6 019       |
| Fonzaso                       | Belluno   | 3 322       |
| Fossalta di Piave             | Venezia   | 4 214       |
| Fossalta di Portogruaro       | Venezia   | 6 075       |
| Fossò                         | Venezia   | 6 786       |
| Foza                          | Vicenza   | 717         |
| Frassinelle Polesine          | Rovigo    | 1 529       |
| Fratta Polesine               | Rovigo    | 2 782       |
| Fregona                       | Treviso   | 3 169       |
| Fumane                        | Verona    | 4 151       |
| Gaiarine                      | Treviso   | 6 136       |
| Gaiba                         | Rovigo    | 1 094       |
| Galliera Veneta               | Padova    | 7 042       |
| Gallio                        | Vicenza   | 2 413       |
| Galzignano Terme              | Padova    | 4 416       |
| Gambellara                    | Vicenza   | 3 319       |
| Garda                         | Verona    | 3 978       |
| Gavello                       | Rovigo    | 1 605       |
| Gazzo                         | Padova    | 4 291       |
| Gazzo Veronese                | Verona    | 5 477       |
| Giacciano con Baruchella      | Rovigo    | 2 182       |
| Giavera del Montello          | Treviso   | 5 144       |
| Godega di Sant'Urbano         | Treviso   | 6 112       |
| Gorgo al Monticano            | Treviso   | 4 182       |
| Gosaldo                       | Belluno   | 723         |
| Grantorto                     | Padova    | 4 661       |
| Granze                        | Padova    | 2 022       |
| Grezzana                      | Verona    | 10 827      |
| Grisignano di Zocco           | Vicenza   | 4 292       |
| Gruaro                        | Venezia   | 2 802       |
| Grumolo delle Abbadesse       | Vicenza   | 3 741       |
| Guarda Veneta                 | Rovigo    | 1 185       |
| Illasi                        | Verona    | 5 302       |
| Isola della Scala             | Verona    | 11 457      |
| Isola Rizza                   | Verona    | 3 255       |
| Isola Vicentina               | Vicenza   | 9 639       |
| Istrana                       | Treviso   | 9 041       |
| Jesolo                        | Venezia   | 24 479      |
| La Valle Agordina             | Belluno   | 1 150       |
| Laghi                         | Vicenza   | 123         |
| Lamon                         | Belluno   | 3 046       |
| Lastebasse                    | Vicenza   | 229         |
| Lavagno                       | Verona    | 8 101       |
| Lazise                        | Verona    | 6 695       |
| Legnago                       | Verona    | 24 992      |
| Legnaro                       | Padova    | 8 544       |
| Lendinara                     | Rovigo    | 12 024      |
| Limana                        | Belluno   | 5 061       |
| Limena                        | Padova    | 7 699       |
| Livinallongo del Col di Lana  | Belluno   | 1 384       |
| Longare                       | Vicenza   | 5 654       |
| Longarone                     | Belluno   | 5 555       |
| Lonigo                        | Vicenza   | 15 581      |
| Loreggia                      | Padova    | 7 297       |
| Lorenzago di Cadore           | Belluno   | 567         |
| Loreo                         | Rovigo    | 3 568       |
| Loria                         | Treviso   | 9 097       |
| Lozzo Atestino                | Padova    | 3 179       |
| Lozzo di Cadore               | Belluno   | 1 497       |
| Lugo di Vicenza               | Vicenza   | 3 739       |
| Lusia                         | Rovigo    | 3 595       |
| Lusiana Conco                 | Vicenza   | 4 946       |
| Malcesine                     | Verona    | 3 685       |
| Malo                          | Vicenza   | 14 641      |
| Mansuè                        | Treviso   | 4 974       |
| Marano di Valpolicella        | Verona    | 3 083       |
| Marano Vicentino              | Vicenza   | 9 662       |
| Marcon                        | Venezia   | 16 215      |
| Mareno di Piave               | Treviso   | 9 667       |
| Marostica                     | Vicenza   | 13 783      |
| Martellago                    | Venezia   | 21 171      |
| Maser                         | Treviso   | 4 962       |
| Maserà di Padova              | Padova    | 9 045       |
| Maserada sul Piave            | Treviso   | 9 293       |
| Masi                          | Padova    | 1 782       |
| Massanzago                    | Padova    | 5 872       |
| Meduna di Livenza             | Treviso   | 2 947       |
| Megliadino San Vitale         | Padova    | 1 977       |
| Melara                        | Rovigo    | 1 870       |
| Meolo                         | Venezia   | 6 465       |
| Merlara                       | Padova    | 2 831       |
| Mestrino                      | Padova    | 10 961      |
| Mezzane di Sotto              | Verona    | 2 463       |
| Miane                         | Treviso   | 3 436       |
| Minerbe                       | Verona    | 4 667       |
| Mira                          | Venezia   | 38 552      |
| Mirano                        | Venezia   | 26 456      |
| Mogliano Veneto               | Treviso   | 27 608      |
| Monastier di Treviso          | Treviso   | 4 087       |
| Monfumo                       | Treviso   | 1 442       |
| Monselice                     | Padova    | 17 451      |
| Montagnana                    | Padova    | 9 421       |
| Monte di Malo                 | Vicenza   | 2 887       |
| Montebello Vicentino          | Vicenza   | 6 531       |
| Montebelluna                  | Treviso   | 30 765      |
| Montecchia di Crosara         | Verona    | 4 462       |
| Montecchio Maggiore           | Vicenza   | 23 315      |
| Montecchio Precalcino         | Vicenza   | 4 988       |
| Monteforte d'Alpone           | Verona    | 8 410       |
| Montegalda                    | Vicenza   | 3 343       |
| Montegaldella                 | Vicenza   | 1 788       |
| Montegrotto Terme             | Padova    | 11 074      |
| Monteviale                    | Vicenza   | 2 600       |
| Monticello Conte Otto         | Vicenza   | 9 156       |
| Montorso Vicentino            | Vicenza   | 3 179       |
| Morgano                       | Treviso   | 4 362       |
| Moriago della Battaglia       | Treviso   | 2 785       |
| Motta di Livenza              | Treviso   | 10 681      |
| Mozzecane                     | Verona    | 7 005       |
| Musile di Piave               | Venezia   | 11 518      |
| Mussolente                    | Vicenza   | 7 653       |
| Nanto                         | Vicenza   | 3 082       |
| Negrar di Valpolicella        | Verona    | 16 935      |
| Nervesa della Battaglia       | Treviso   | 6 854       |
| Noale                         | Venezia   | 15 708      |
| Nogara                        | Verona    | 8 574       |
| Nogarole Rocca                | Verona    | 3 455       |
| Nogarole Vicentino            | Vicenza   | 1 136       |
| Nove                          | Vicenza   | 5 069       |
| Noventa di Piave              | Venezia   | 6 843       |
| Noventa Padovana              | Padova    | 10 881      |
| Noventa Vicentina             | Vicenza   | 8 810       |
| Occhiobello                   | Rovigo    | 11 351      |
| Oderzo                        | Treviso   | 20 068      |
| Oppeano                       | Verona    | 9 427       |
| Orgiano                       | Vicenza   | 3 151       |
| Ormelle                       | Treviso   | 4 464       |
| Orsago                        | Treviso   | 3 917       |
| Ospedaletto Euganeo           | Padova    | 5 876       |
| Ospitale di Cadore            | Belluno   | 326         |
| Padova                        | Padova    | 206 192     |
| Paese                         | Treviso   | 21 432      |
| Palù                          | Verona    | 1 284       |
| Papozze                       | Rovigo    | 1 645       |
| Pastrengo                     | Verona    | 2 893       |
| Pedavena                      | Belluno   | 4 429       |
| Pedemonte                     | Vicenza   | 768         |
| Pederobba                     | Treviso   | 7 573       |
| Perarolo di Cadore            | Belluno   | 383         |
| Pernumia                      | Padova    | 3 915       |
| Pescantina                    | Verona    | 16 326      |
| Peschiera del Garda           | Verona    | 9 598       |
| Pettorazza Grimani            | Rovigo    | 1 669       |
| Piacenza d'Adige              | Padova    | 1 379       |
| Pianezze                      | Vicenza   | 2 060       |
| Pianiga                       | Venezia   | 11 968      |
| Piazzola sul Brenta           | Padova    | 11 130      |
| Pieve del Grappa              | Treviso   | 6 706       |
| Pieve di Cadore               | Belluno   | 3 956       |
| Pieve di Soligo               | Treviso   | 12 057      |
| Pincara                       | Rovigo    | 1 262       |
| Piombino Dese                 | Padova    | 9 276       |
| Piove di Sacco                | Padova    | 19 067      |
| Piovene Rocchette             | Vicenza   | 8 295       |
| Pojana Maggiore               | Vicenza   | 4 459       |
| Polesella                     | Rovigo    | 4 079       |
| Polverara                     | Padova    | 3 104       |
| Ponso                         | Padova    | 2 449       |
| Ponte di Piave                | Treviso   | 8 312       |
| Ponte nelle Alpi              | Belluno   | 8 387       |
| Ponte San Nicolò              | Padova    | 13 237      |
| Pontecchio Polesine           | Rovigo    | 2 078       |
| Pontelongo                    | Padova    | 3 902       |
| Ponzano Veneto                | Treviso   | 12 194      |
| Porto Tolle                   | Rovigo    | 10 058      |
| Porto Viro                    | Rovigo    | 14 645      |
| Portobuffolé                  | Treviso   | 790         |
| Portogruaro                   | Venezia   | 25 140      |
| Posina                        | Vicenza   | 577         |
| Possagno                      | Treviso   | 2 195       |
| Pove del Grappa               | Vicenza   | 3 093       |
| Povegliano                    | Treviso   | 5 052       |
| Povegliano Veronese           | Verona    | 7 064       |
| Pozzoleone                    | Vicenza   | 2 793       |
| Pozzonovo                     | Padova    | 3 653       |
| Pramaggiore                   | Venezia   | 4 640       |
| Preganziol                    | Treviso   | 16 772      |
| Pressana                      | Verona    | 2 564       |
| Quarto d'Altino               | Venezia   | 8 199       |
| Quinto di Treviso             | Treviso   | 9 745       |
| Quinto Vicentino              | Vicenza   | 5 694       |
| Recoaro Terme                 | Vicenza   | 6 764       |
| Refrontolo                    | Treviso   | 1 824       |
| Resana                        | Treviso   | 9 290       |
| Revine Lago                   | Treviso   | 2 241       |
| Riese Pio X                   | Treviso   | 10 858      |
| Rivamonte Agordino            | Belluno   | 666         |
| Rivoli Veronese               | Verona    | 2 127       |
| Roana                         | Vicenza   | 4 317       |
| Rocca Pietore                 | Belluno   | 1 322       |
| Romano d'Ezzelino             | Vicenza   | 14 484      |
| Roncà                         | Verona    | 3 726       |
| Roncade                       | Treviso   | 14 037      |
| Ronco all'Adige               | Verona    | 6 179       |
| Rosà                          | Vicenza   | 14 071      |
| Rosolina                      | Rovigo    | 6 481       |
| Rossano Veneto                | Vicenza   | 7 922       |
| Rotzo                         | Vicenza   | 638         |
| Roverchiara                   | Verona    | 2 740       |
| Roveré Veronese               | Verona    | 2 127       |
| Roveredo di Guà               | Verona    | 1 541       |
| Rovigo                        | Rovigo    | 50 164      |
| Rovolon                       | Padova    | 4 777       |
| Rubano                        | Padova    | 15 669      |
| Saccolongo                    | Padova    | 4 934       |
| Salara                        | Rovigo    | 1 214       |
| Salcedo                       | Vicenza   | 1 038       |
| Salgareda                     | Treviso   | 6 599       |
| Salizzole                     | Verona    | 3 745       |
| Salzano                       | Venezia   | 12 678      |
| San Bellino                   | Rovigo    | 1 156       |
| San Biagio di Callalta        | Treviso   | 13 039      |
| San Bonifacio                 | Verona    | 20 275      |
| San Donà di Piave             | Venezia   | 40 646      |
| San Fior                      | Treviso   | 6 813       |
| San Giorgio delle Pertiche    | Padova    | 9 979       |
| San Giorgio in Bosco          | Padova    | 6 244       |
| San Giovanni Ilarione         | Verona    | 5 111       |
| San Giovanni Lupatoto         | Verona    | 24 148      |
| San Gregorio nelle Alpi       | Belluno   | 1 607       |
| San Martino Buon Albergo      | Verona    | 14 283      |
| San Martino di Lupari         | Padova    | 13 052      |
| San Martino di Venezze        | Rovigo    | 4 035       |
| San Mauro di Saline           | Verona    | 553         |
| San Michele al Tagliamento    | Venezia   | 12 028      |
| San Nicolò di Comelico        | Belluno   | 405         |
| San Pietro di Cadore          | Belluno   | 1 690       |
| San Pietro di Feletto         | Treviso   | 5 355       |
| San Pietro di Morubio         | Verona    | 3 024       |
| San Pietro in Cariano         | Verona    | 12 930      |
| San Pietro in Gu              | Padova    | 4 576       |
| San Pietro Mussolino          | Vicenza   | 1 613       |
| San Pietro Viminario          | Padova    | 3 003       |
| San Polo di Piave             | Treviso   | 4 929       |
| San Tomaso Agordino           | Belluno   | 683         |
| San Vendemiano                | Treviso   | 10 080      |
| San Vito di Cadore            | Belluno   | 1 813       |
| San Vito di Leguzzano         | Vicenza   | 3 584       |
| San Zeno di Montagna          | Verona    | 1 367       |
| San Zenone degli Ezzelini     | Treviso   | 7 391       |
| Sandrigo                      | Vicenza   | 8 392       |
| Sanguinetto                   | Verona    | 4 140       |
| Santa Caterina d'Este         | Padova    | 2 389       |
| Santa Giustina                | Belluno   | 6 767       |
| Santa Giustina in Colle       | Padova    | 7 131       |
| Santa Lucia di Piave          | Treviso   | 9 081       |
| Santa Maria di Sala           | Venezia   | 17 295      |
| Sant'Ambrogio di Valpolicella | Verona    | 11 422      |
| Sant'Angelo di Piove di Sacco | Padova    | 7 211       |
| Sant'Anna d'Alfaedo           | Verona    | 2 564       |
| Sant'Elena                    | Padova    | 2 430       |
| Santo Stefano di Cadore       | Belluno   | 2 663       |
| San Stino di Livenza          | Venezia   | 13 042      |
| Santorso                      | Vicenza   | 5 746       |
| Sant'Urbano                   | Padova    | 2 162       |
| Saonara                       | Padova    | 10 043      |
| Sarcedo                       | Vicenza   | 5 303       |
| Sarego                        | Vicenza   | 6 641       |
| Sarmede                       | Treviso   | 3 174       |
| Schiavon                      | Vicenza   | 2 600       |
| Schio                         | Vicenza   | 39 131      |
| Scorzè                        | Venezia   | 18 904      |
| Sedico                        | Belluno   | 9 906       |
| Segusino                      | Treviso   | 1 941       |
| Selva di Cadore               | Belluno   | 517         |
| Selva di Progno               | Verona    | 934         |
| Selvazzano Dentro             | Padova    | 22 145      |
| Seren del Grappa              | Belluno   | 2 557       |
| Sernaglia della Battaglia     | Treviso   | 6 325       |
| Setteville                    | Belluno   | 5 781       |
| Silea                         | Treviso   | 9 923       |
| Soave                         | Verona    | 6 908       |
| Solagna                       | Vicenza   | 1 895       |
| Solesino                      | Padova    | 7 180       |
| Sommacampagna                 | Verona    | 14 615      |
| Sona                          | Verona    | 17 030      |
| Sorgà                         | Verona    | 3 112       |
| Sospirolo                     | Belluno   | 3 213       |
| Sossano                       | Vicenza   | 4 401       |
| Soverzene                     | Belluno   | 418         |
| Sovizzo                       | Vicenza   | 8 283       |
| Sovramonte                    | Belluno   | 1 514       |
| Spinea                        | Venezia   | 26 862      |
| Spresiano                     | Treviso   | 11 659      |
| Stanghella                    | Padova    | 4 331       |
| Stienta                       | Rovigo    | 3 329       |
| Stra                          | Venezia   | 7 566       |
| Susegana                      | Treviso   | 11 702      |
| Taglio di Po                  | Rovigo    | 8 495       |
| Taibon Agordino               | Belluno   | 1 788       |
| Tambre                        | Belluno   | 1 425       |
| Tarzo                         | Treviso   | 4 583       |
| Teglio Veneto                 | Venezia   | 2 325       |
| Teolo                         | Padova    | 8 866       |
| Terrassa Padovana             | Padova    | 2 625       |
| Terrazzo                      | Verona    | 2 290       |
| Tezze sul Brenta              | Vicenza   | 12 600      |
| Thiene                        | Vicenza   | 23 254      |
| Tombolo                       | Padova    | 8 227       |
| Tonezza del Cimone            | Vicenza   | 577         |
| Torre di Mosto                | Venezia   | 4 739       |
| Torrebelvicino                | Vicenza   | 5 989       |
| Torreglia                     | Padova    | 6 206       |
| Torri del Benaco              | Verona    | 2 802       |
| Torri di Quartesolo           | Vicenza   | 11 755      |
| Trebaseleghe                  | Padova    | 12 579      |
| Trecenta                      | Rovigo    | 2 956       |
| Tregnago                      | Verona    | 4 926       |
| Trevenzuolo                   | Verona    | 2 731       |
| Trevignano                    | Treviso   | 10 565      |
| Treviso                       | Treviso   | 81 014      |
| Tribano                       | Padova    | 4 431       |
| Trissino                      | Vicenza   | 8 620       |
| Urbana                        | Padova    | 2 186       |
| Val di Zoldo                  | Belluno   | 3 464       |
| Val Liona                     | Vicenza   | 3 047       |
| Valbrenta                     | Vicenza   | 5 186       |
| Valdagno                      | Vicenza   | 26 575      |
| Valdastico                    | Vicenza   | 1 389       |
| Valdobbiadene                 | Treviso   | 10 690      |
| Valeggio sul Mincio           | Verona    | 14 300      |
| Vallada Agordina              | Belluno   | 514         |
| Valle di Cadore               | Belluno   | 2 052       |
| Valli del Pasubio             | Vicenza   | 3 345       |
| Vazzola                       | Treviso   | 7 009       |
| Vedelago                      | Treviso   | 16 434      |
| Veggiano                      | Padova    | 4 543       |
| Velo d'Astico                 | Vicenza   | 2 400       |
| Velo Veronese                 | Verona    | 781         |
| Venezia                       | Venezia   | 261 362     |
| Verona                        | Verona    | 252 520     |
| Veronella                     | Verona    | 4 670       |
| Vescovana                     | Padova    | 1 717       |
| Vestenanova                   | Verona    | 2 618       |
| Vicenza                       | Vicenza   | 111 500     |
| Vidor                         | Treviso   | 3 769       |
| Vigasio                       | Verona    | 9 438       |
| Vigo di Cadore                | Belluno   | 1 499       |
| Vigodarzere                   | Padova    | 12 885      |
| Vigonovo                      | Venezia   | 9 892       |
| Vigonza                       | Padova    | 21 993      |
| Villa Bartolomea              | Verona    | 5 841       |
| Villa del Conte               | Padova    | 5 504       |
| Villa Estense                 | Padova    | 2 322       |
| Villadose                     | Rovigo    | 5 188       |
| Villafranca di Verona         | Verona    | 32 747      |
| Villafranca Padovana          | Padova    | 9 797       |
| Villaga                       | Vicenza   | 1 963       |
| Villamarzana                  | Rovigo    | 1 202       |
| Villanova del Ghebbo          | Rovigo    | 2 164       |
| Villanova di Camposampiero    | Padova    | 5 929       |
| Villanova Marchesana          | Rovigo    | 1 000       |
| Villaverla                    | Vicenza   | 6 169       |
| Villorba                      | Treviso   | 17 883      |
| Vittorio Veneto               | Treviso   | 28 656      |
| Vo'                           | Padova    | 3 417       |
| Vodo di Cadore                | Belluno   | 891         |
| Volpago del Montello          | Treviso   | 10 045      |
| Voltago Agordino              | Belluno   | 914         |
| Zanè                          | Vicenza   | 6 642       |
| Zenson di Piave               | Treviso   | 1 783       |
| Zermeghedo                    | Vicenza   | 1 358       |
| Zero Branco                   | Treviso   | 10 986      |
| Zevio                         | Verona    | 14 413      |
| Zimella                       | Verona    | 4 834       |
| Zoppè di Cadore               | Belluno   | 265         |
| Zovencedo                     | Vicenza   | 796         |
| Zugliano                      | Vicenza   | 6 690       |

## Modifiche recenti
Con L.R. n. 49 del 14 settembre 1994 è stato istituito, a decorrere dal 1º gennaio 1995, il comune di Porto Viro, mediante la fusione dei comuni di Contarina e Donada.
Con L.R. n. 14 del 21 marzo 1995 è stato istituito, a decorrere dal 24 marzo 1995, il comune di Due Carrare, mediante la fusione dei comuni di Carrara San Giorgio e Carrara Santo Stefano.
Con L.R. n. 11 del 29 marzo 1999 è stato istituito, a decorrere dal 2 aprile 1999, il comune di Cavallino-Treporti, mediante scorporo di territorio dal comune di Venezia.
Con L.R. n. 34 del 24 dicembre 2013 è stato istituito, a decorrere dal 28 dicembre 2013, il comune di Quero Vas, mediante la fusione dei comuni di Quero e Vas.
Con L.R. n. 9 del 21 febbraio 2013 è stato istituito, a decorrere dal 22 febbraio 2014, il nuovo comune di Longarone, comprendente anche il territorio di Castellavazzo.
Con L.R. n. 8 del 21 febbraio 2014, in vigore dall'8 marzo 2014, il comune di Brenzone ha mutato denominazione in Brenzone sul Garda.
Con le leggi regionali n. 5 e 6 del 18 febbraio 2016 sono stati istituiti, a decorrere dal 23 febbraio 2016, il comune di Val di Zoldo (mediante la fusione dei comuni di Forno di Zoldo e Zoldo Alto) e il comune di Alpago (mediante la fusione dei comuni di Farra d'Alpago, Pieve d'Alpago e Puos d'Alpago).
Con L.R. n. 27 del 6 dicembre 2016, in vigore dal 24 dicembre 2016, il comune di Costermano ha mutato denominazione in Costermano sul Garda.
Con L.R. n. 5 del 17 febbraio 2017 è stato istituito, a decorrere dalla stessa data, il comune di Val Liona, mediante la fusione dei comuni di Grancona e San Germano dei Berici.
Con L. n. 182 del 5 dicembre 2017, in vigore dal 16 dicembre 2017, il comune di Sappada è passato dal Veneto (provincia di Belluno) al Friuli-Venezia Giulia (provincia di Udine).
Con le leggi regionali n. 5 e 6 del 9 febbraio 2018 sono stati istituiti, a decorrere dal 17 febbraio 2018, il comune di Barbarano Mossano (mediante la fusione dei comuni di Mossano e Barbarano Vicentino) e il comune di Borgo Veneto (mediante la fusione dei comuni di Megliadino San Fidenzio, Saletto e Santa Margherita d'Adige).
Con le leggi regionali n.1, 2 e 3 del 24 gennaio 2019 sono stati istituiti, a decorrere dal 30 gennaio 2019, i comuni di Borgo Valbelluna (mediante la fusione dei comuni di Trichiana, Mel e Lentiai), Pieve del Grappa (mediante la fusione dei comuni di Crespano del Grappa e Paderno del Grappa ) e Valbrenta (mediante la fusione dei comuni di Campolongo sul Brenta, Cismon del Grappa, San Nazario e Valstagna).
Con le leggi regionali n. 10 e 11 del 18 febbraio 2019 sono stati istituiti, a decorrere dal 20 febbraio 2019, i comuni di Colceresa (mediante la fusione dei comuni di Mason Vicentino e Molvena) e Lusiana Conco (mediante la fusione dei comuni di Conco e Lusiana).
Con L.R. n. 7 dell'8 febbraio 2019, in vigore dal 23 febbraio 2019, il comune di Negrar ha mutato denominazione in Negrar di Valpolicella.
Con le leggi regionali n.33, 34 e 35 del 29 dicembre 2023 sono stati istituiti, a decorrere dal 22 gennaio 2024, i comuni di Setteville (mediante la fusione dei comuni di Alano di Piave e Quero Vas), Santa Caterina d'Este (mediante la fusione dei comuni di Carceri e Vighizzolo d'Este) e Sovizzo (mediante la fusione dei comuni di Gambugliano e Sovizzo).